# تشارلز توماس (لاعب كرة قدم أمريكية)
تشارلز توماس (بالإنجليزية: Charles Thomas)‏ هو لاعب كرة قدم أمريكية أمريكي، ولد في 21 أكتوبر 1871 في أوماها في الولايات المتحدة، وتوفي بنفس المكان في 19 سبتمبر 1920.